# (14361) Boscovich
Pour les articles homonymes, voir Boscovich (homonymie).
(14361) Boscovich est un astéroïde de la ceinture principale.

## Description
(14361) Boscovich est un astéroïde de la ceinture principale. Il fut découvert le 17 février 1988 à Bologne par l'observatoire San Vittore. Il présente une orbite caractérisée par un demi-grand axe de 2,58 UA, une excentricité de 0,10 et une inclinaison de 13,3° par rapport à l'écliptique.

## Compléments